# Harz

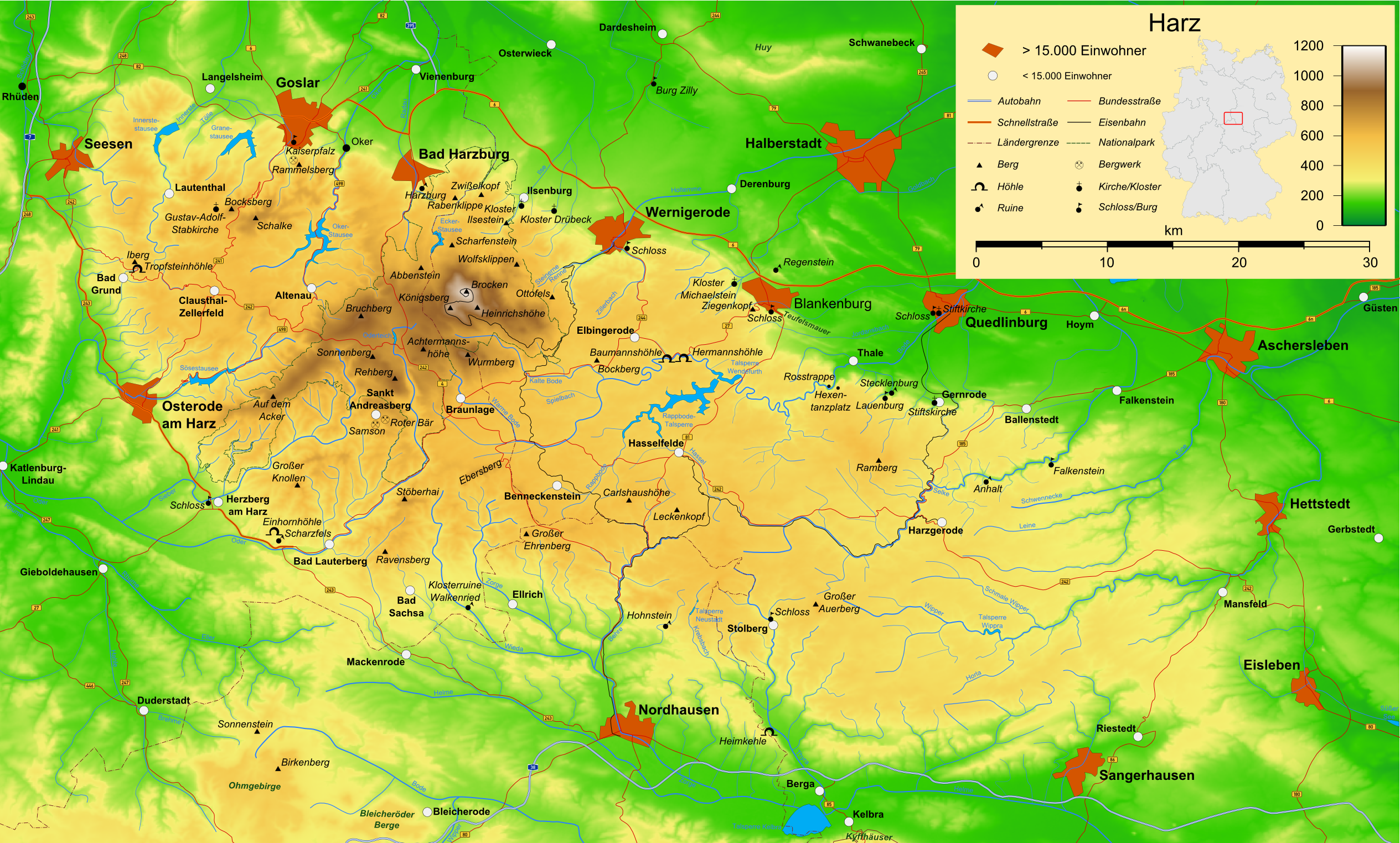
Mapa Harzu

Harz – pasmo górskie w środkowych Niemczech (Dolna Saksonia, Saksonia-Anhalt oraz Turyngia), będące częścią Średniogórza Niemieckiego, najwyższy szczyt Brocken (1142 m n.p.m.).
Góry zrębowe zbudowane z granitów i skał metamorficznych, wieku paleozoicznego, wypiętrzone ponownie w trzeciorzędzie w postaci zrębu. Do pierwszego wypiętrzenia doszło w orogenezie hercyńskiej. Od pradziejów był to ważny ośrodek wydobywczy, teraz obszar przede wszystkim turystyczny.

## Galeria

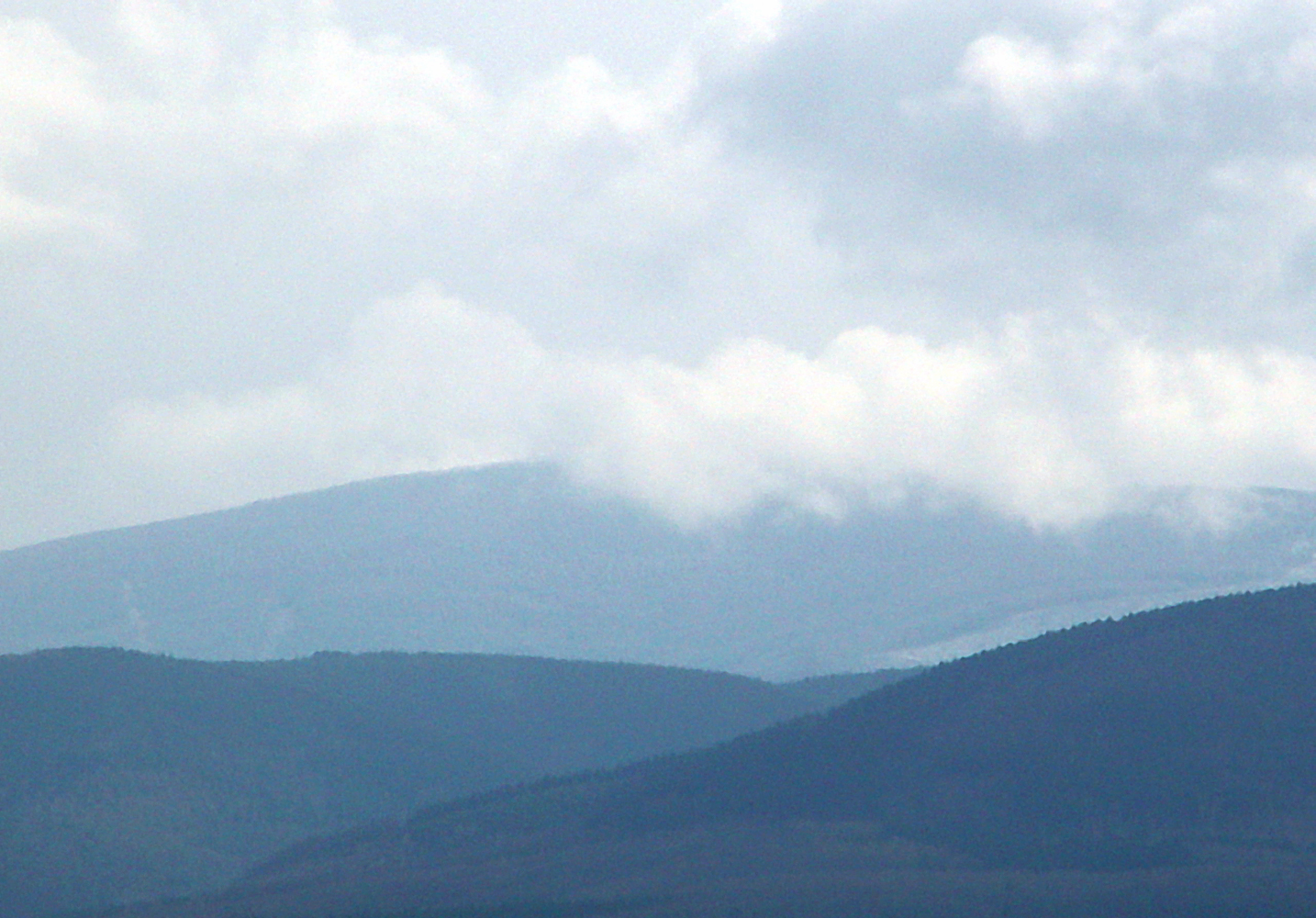
Harz
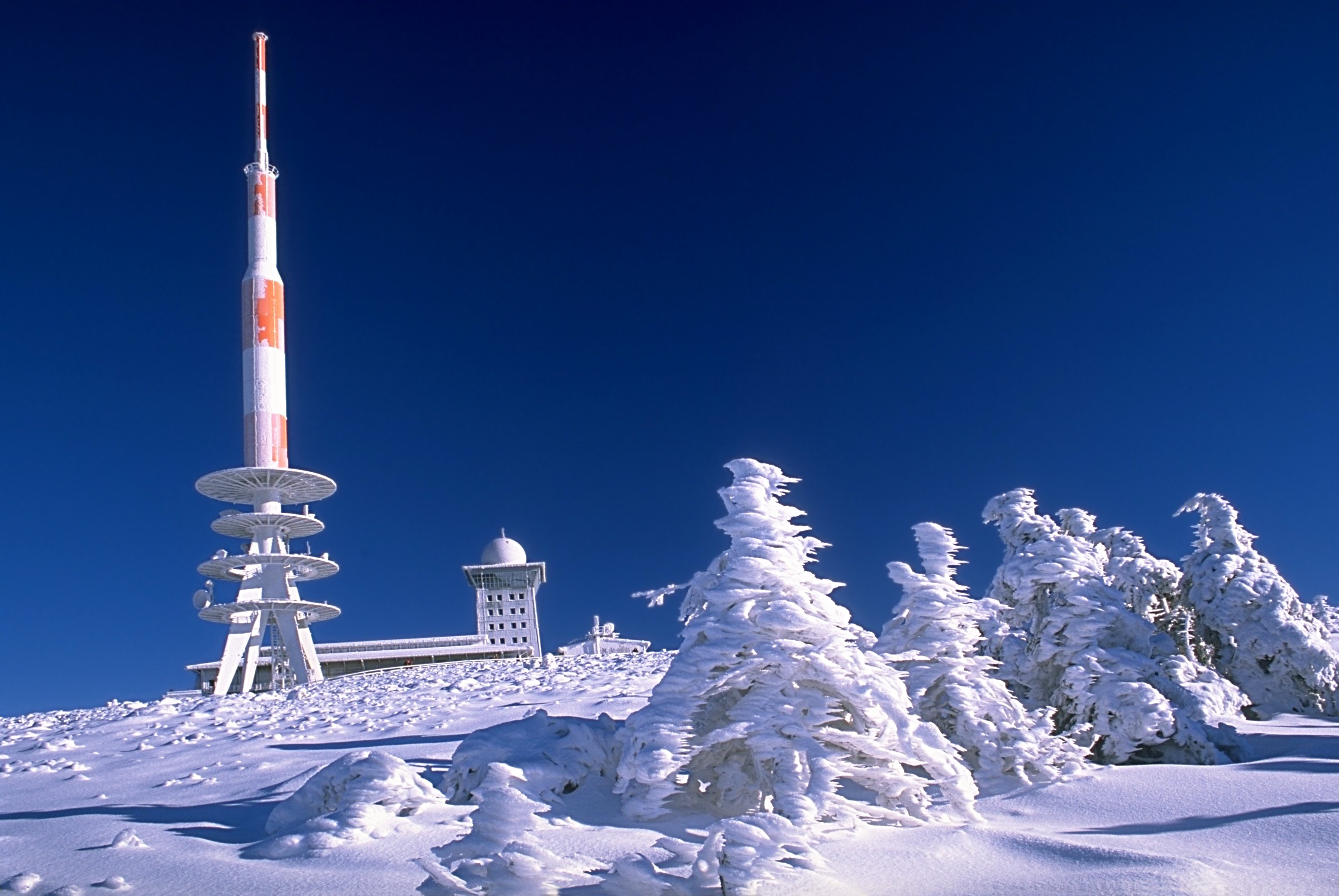
Brocken
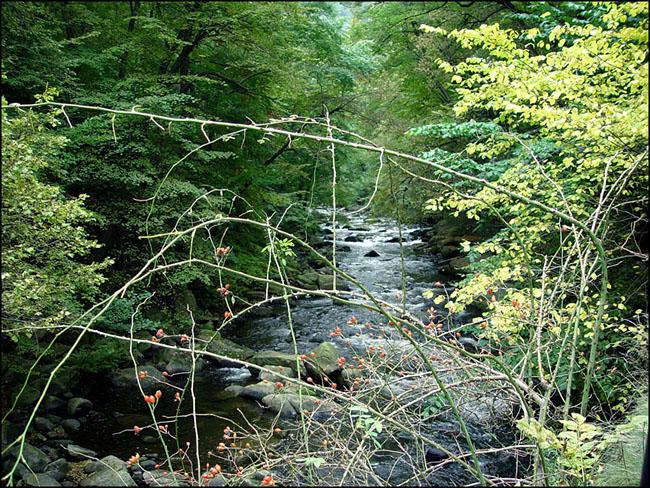
Dolina Bodetal
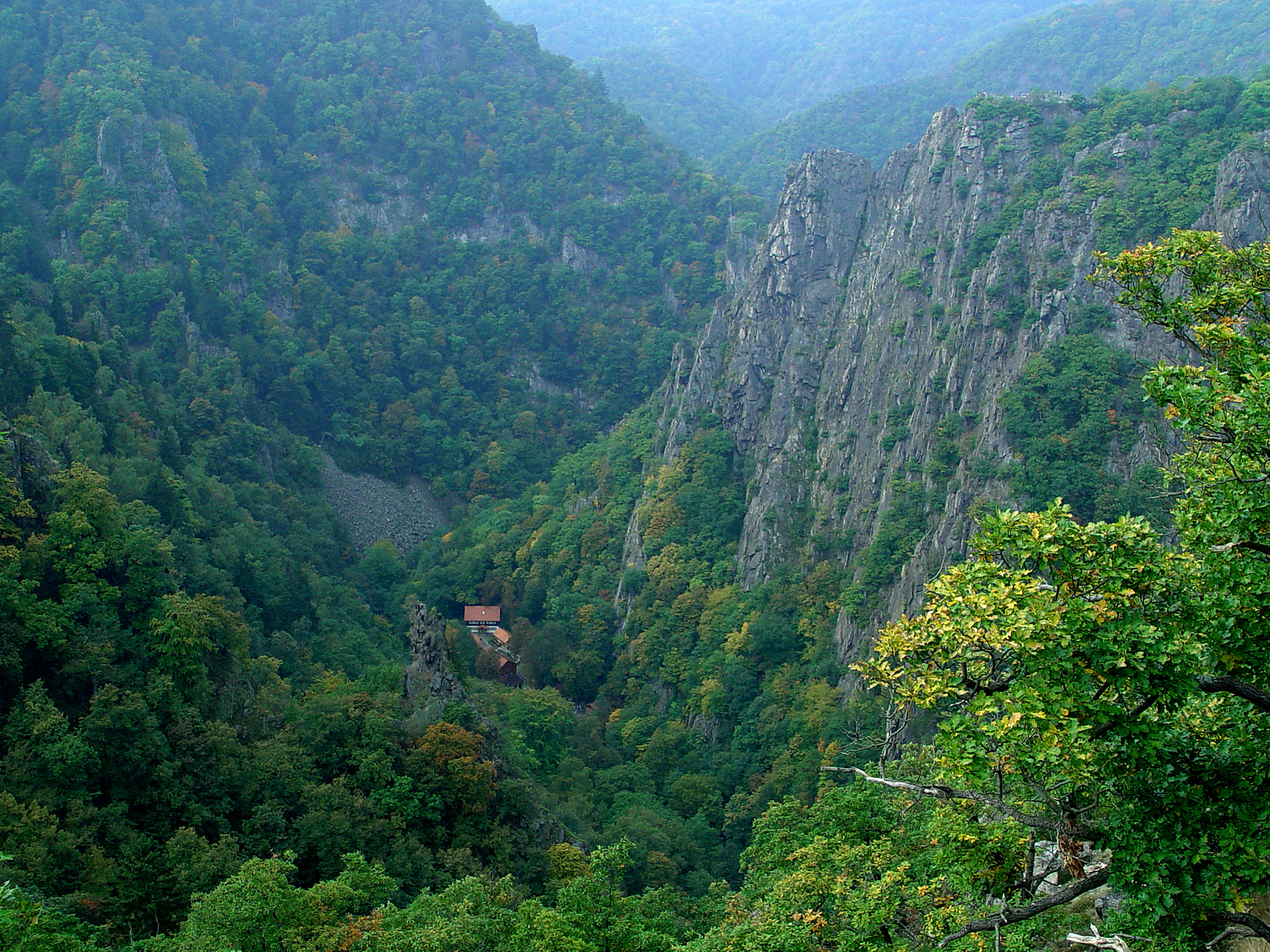
Dolina Bodetal